# Большое Опарино
Большо́е Опа́рино (мар. Опарин) — деревня в Мари-Турекском районе Республики Марий Эл России. Входит в состав Хлебниковского сельского поселения.

## География
Деревня находится в восточной части республики, в зоне хвойно-широколиственных лесов, в пределах Мари-Турекского плато, на берегах реки Сукма, при автодороге 88К-004, на расстоянии примерно 18 км (по прямой) к юго-востоку от посёлка городского типа Мари-Турек, административного центра района. Абсолютная высота — 108 м над уровнем моря.

### Климат
Климат характеризуется как умеренно континентальный, с умеренно холодной снежной зимой и относительно тёплым летом. Среднегодовая температура воздуха — 2,2 °С. Средняя температура воздуха самого тёплого месяца (июля) — 18,5 °C (абсолютный максимум — 38 °С); самого холодного (января) — −14 °C (абсолютный минимум — −48 °С). Продолжительность периода с устойчивыми морозами — в среднем 127 дней. Среднегодовое количество атмосферных осадков составляет 496 мм, из которых около 70 % выпадает в тёплый период период.

### Часовой пояс
Деревня Большое Опарино, как и вся Марий Эл, находится в часовой зоне МСК (московское время). Смещение применяемого времени относительно UTC составляет +3:00.

## Население
| 2002 | 2010 |
| ---- | ---- |
| 492  | ↘472 |

### Национальный состав
Согласно результатам переписи 2002 года, в национальной структуре населения русские составляли 42 % из 494 чел., татары — 31 %.

## Известные уроженцы
- Кротова, Мария Андреевна (1920—2002) — советская работница сельского хозяйства, трактористка.